# Gomphidia sjostedti
Gomphidia sjostedti là loài chuồn chuồn trong họ Gomphidae. Loài này được Schouteden mô tả khoa học đầu tiên năm 1934.